# بنتي (فلم 2021)
بنتي (بالإنجليزية: Binti)، هُو فيلم دراما تنزاني صدر سنة 2021 وأخرجته المُخرجة سيكو شامتي.

## وصلات خارجية
- بنتي  في قاعدة بيانات الأفلام على الإنترنت (بالإنجليزية)